# Emphytoeciosoma
Emphytoeciosoma is een kevergeslacht uit de familie van de boktorren (Cerambycidae). De wetenschappelijke naam van het geslacht werd voor het eerst geldig gepubliceerd in 1934 door Melzer.

## Soorten
Emphytoeciosoma is monotypisch en omvat slechts de volgende soort:
- Emphytoeciosoma daguerrei Melzer, 1934